# Лансон (культура Чавін)
Лансон (ісп. Lanzón) — сучасна назва верховного бога культури Чавін високогірїв Перу та його найвідомішої статуї, знайденій в археологічній ділянці Чавін-де-Уантар. Релігія Чавін була першою великою релігією та культурним рухом в Андах, та існувала в період між 900 та 200 роками до н. е. Назва «Лансон» походить від іспанського слова lancear — «протикати списом» — що походить від вигляду скульптури.
Статуя Лансон знаходилася в центральній хрестоподібній камері підземного лабіринту ходів Старого храму релігійно-церемоніального центру Чавін-де-Уантар. Поклонники ймовірно заводилися в лабіринт храму, насподівано натикаючись обличчя-з-обличчям зі статуєю з оскаленими зубами та відкритими очима. Дезорієнтація поклонників разом з галюциногенним ефектом кактуса Сан-Педро, що давався їм перед входом до храму, підсилювали ефект статуї.
Центральне зображення на фігурі Лансон відображає вісь світу, що пов'язувала небо, землю та піздземний світ. Розташування статуї в храмі без сумніву вказує на її центральну роль.